# Kristotomus santoshae
Kristotomus santoshae är en stekelart som beskrevs av Gupta 1990. Kristotomus santoshae ingår i släktet Kristotomus och familjen brokparasitsteklar. Inga underarter finns listade i Catalogue of Life.